# 삼쩜삼
삼쩜삼은 자비스앤빌런즈가 운영하며 일정한 개인의 세금을 환급해주는 앱이다. 

## 설명
삼쩜삼은 휴대 전화를 통해 설치할 수 있으며 앱을 설치하면 자신의 세금에서 환급받을 수 있는 금액이 얼마인지 도와주는 역할을 하는 앱이다. 2021년에 새로이 출시된 앱으로 비교적 편리하게 환급받을 수 있는 점, 신고 후 환급 기간이 짧은 점, 환급 소멸시효 최대치인 5년까지 환급액 조회가 가능한 점, 비교적 편리하게 일정한 세금을 환급받을 수 있는 점은 장점으로 작용하고 있지만 환급 수수료가 과다한 점, 예상 환급액과 실제 환급액이 다른 경우가 많은 점, 누구나 환급받을 수 있다고 광고하지만 실제로 환급받는 사람은 3명 중 1명뿐인 점, 신고 후 환급 기간이 짧은 점은 단점으로 작용한다. 삼쩜삼을 통한 환급 세액은 환급 세액의 10~20% 사이로 책정되며 수수료는 선불로 지급해야 하고 신용카드나 계좌이체로 지급할 수 있다. 삼쩜삼을 통한 환급 시 소요되는 기간은 보통 2주에서 최대 3개월이다.

## 같이 보기
- 세금
- 금융